# スビ礁飛行場
スビ礁飛行場（中国語: 渚碧礁机场）は、南沙諸島のスビ礁を埋め立てた人工島に中華人民共和国が建設した飛行場。スビ礁は中華人民共和国、中華民国（台湾）、ベトナムによって領有権が主張されており、中華人民共和国が実効支配を行っている。

## 名称
中国のメディアでは「渚碧礁新机场」（スビ礁新空港）「渚碧礁新建机场」（スビ礁に新しく建設された飛行場）などと表記される。
スビ礁には飛行場の他に都市がなく、南沙諸島問題に関連して取り上げられることから、日本語の文献やメディアにおいてこの飛行場が言及される際は単に「スビ礁」「スビ礁の飛行場（滑走路）」と呼称される。

## 歴史
- 2015年8月 - 建設が開始された
- 2016年7月12日 - 中国民用航空局の飛行検査機（セスナ CE-680）が飛行検査を行った [4]。
- 2016年7月13日 - 中国政府によって徴用された海南航空の民間機（ボーイング737）が海口美蘭国際空港から試験的に飛来し、同日のうちに海口へ戻った[1][5]。なお、同日にはミスチーフ礁飛行場への試験飛行も行われた。
- 2018年4月 - Y-8任務支援機が展開していることが航空写真から確認される[6]。

## 中国の海洋進出
当初、中国は飛行場の建設は商業目的（民間用）であるとして軍事化の意図を否定していた。また、中国メディアも「南シナ海は国際線が混雑する空域であり、このような飛行場が建設されることで航空気象情報や緊急着陸場所などの提供が可能となり、国際社会に寄与する」と報じていた。
しかし、実際には、Y-20など中国人民解放軍の輸送機が離着陸しているほか、軍用格納庫や電子妨害装置、砲台、レーダー・通信施設、ミサイルシェルターなどの軍事装備や施設が設置されており、実態は軍事基地であることが指摘されていた。
2017年には中国政府系メディアの中国南海網が「南シナ海の主権範囲内での中国の必要な軍事防衛を強化するため、中国は、南シナ海島礁の面積を合理的に拡大した」と報道し、軍事利用を認める形となった。また、2021年9月には中国人民解放軍海軍の南海艦隊が、スビ礁を含む人工島の滑走路を利用して空輸作戦を行ったことを公表した。S.ラジャラトナム国際関係研究所のコリン・コーは「中国人民解放軍が南シナ海一帯の広大な海域で圧倒的な軍事力を発揮できることを見せつけようとしたのは間違いない」とした上で、人工島の滑走路が大型輸送機による空輸任務に対応できるなら、H-6爆撃機の運用にも対応できるだろうと見解を述べている。

## 施設
幅60メートル (200 ft)、長さ3,250メートル (10,660 ft) の滑走路が1本ある。